# 第13回ベルリン国際映画祭
第13回ベルリン国際映画祭は、1963年6月21日から7月2日まで開催された。

## 概要
In 1963, the Berlin International Film Festival was in a crisis situation, such as scaling down the scale and organizing it every other year before the opening of the event, but Tadashi Imai's samurai exhibition "Samurai Cruelty Story" "Il Diavolo" of Jean · Ruigi · Pedro Dioro both won the Kim bear prize.  Award
- 金熊賞
  - 『武士道残酷物語』（今井正）
  - 『Il Diavolo』（ジャン・ルイジ・ポリドロ）
- 銀熊賞
  - 審査員特別賞：『The Caretaker』 （クライヴ・ドナー）
  - 監督賞：ニコス・コンドゥロス （『春のめざめ』）
  - 男優賞：シドニー・ポワチエ （『野のユリ』）
  - 女優賞：ビビ・アンデショーン （『Älskarinnan』）

## 上映作品

### コンペティション部門
長編映画のみ記載。アルファベット順。邦題がついていない場合は原題の下に英題。
| 題名 原題                                                  | 監督                         | 製作国                           |
| ---------------------------------------------------------- | ---------------------------- | -------------------------------- |
| Älskarinnan (The Mistress)                                 | ヴィルゴット・シェーマン     | スウェーデン                     |
| 武士道残酷物語                                             | 今井正                       | 日本                             |
| El less wal kilab (Chased by the Dogs)                     | カマル・エル・シーク         | エジプト                         |
| フロイド/隠された欲望 Freud                                | ジョン・ヒューストン         | アメリカ合衆国                   |
| Garrincha, Alegria do Povo (Garrincha: Hero of the Jungle) | ホアキン・ペドロ             | ブラジル                         |
| Il Diavolo (The Devil)                                     | ジャン・ルイジ・ポリドロ     | イタリア                         |
| 不滅の女 L'immortelle                                      | アラン・ロブ＝グリエ         | トルコ フランス イタリア         |
| La Rimpatriata (The Reunion)                               | ダミアーノ・ダミアーニ       | イタリア フランス                |
| La Terraza (The Terrace)                                   | レオポルド・トーレ・ニルソン | アルゼンチン                     |
| 女はコワイです Le soupirant                                | ピエール・エテックス         | フランス                         |
| Leven en dood op het land (Life and Death in Flanders)     | エミール・ドゥジュラン       | ベルギー                         |
| 野のユリ Lilies of the Field                               | ラルフ・ネルソン             | アメリカ合衆国                   |
| Los Inocentes (The Innocents)                              | フアン・アントニオ・バルデム | スペイン アルゼンチン            |
| Mensch und Bestie (Man and Beast)                          | エドウィン・ズボネック       | 西ドイツ ユーゴスラビア          |
| 春のめざめ Mikres Afrodites                                | ニコス・コンドゥロス         | ギリシャ                         |
| たった1つのオレンジ Retalhos da Vida de Um Médico          | Jorge Brum do Canto          | ポルトガル                       |
| 旦那様と奥様と召使い Sahib Bibi Aur Ghulam                 | アブラール・アルヴィー       | インド                           |
| The Caretaker                                              | クライヴ・ドナー             | イギリス                         |
| Un drôle de paroissien                                     | ジャン＝ピエール・モッキー   | フランス                         |
| Verspätung in Marienborn (Delay in Marienborn)             | ロルフ・ヘドリッヒ           | フランス イタリア 西ドイツ       |
| Wähle das Leben (You Must Choose Life)                     | エルヴィン・ライザー         | スイス オーストリア スウェーデン |
| 烈女門 (Yeolnyeomun)                                       | 申相玉                       | 韓国                             |
| Yksityisalue (Open Secret)                                 | マウヌ・クルクヴァーラ       | フィンランド                     |

## 審査員
- ウェンディ・トイ （イギリス/監督）
- ハリー・R・ゾカール （西ドイツ/プロデューサー）
- フェルナンド・アヤラ （アルゼンチン/プロデューサー）
- ジャン＝ピエール・メルヴィル （フランス/監督）
- B・R・チョープラー （インド/監督・プロデューサー）
- グリエルモ・ビラーギ（Guglielmo Biraghi、イタリア/ヴェネツィア国際映画祭運営委員）
- カール・マルデン （アメリカ/俳優）
- 桜井正寅 （日本/）
- ギュンター・エンゲルス（Günther Engels、西ドイツ/）